# Gyrinus obliquus
Gyrinus obliquus là một loài bọ cánh cứng trong họ van Gyrinidae. Loài này được Walker miêu tả khoa học năm 1858.